# كارلوس جيوفاني
كارلوس جيوفاني سانتوس بيريرا المعروف بـكارلوس جيوفاني مواليد 1 يناير 1993 في البرازيل، هو لاعب كرة قدم برازيلي .
لعب سابقاً في نادي البحرين ونادي الحد والأهلي بنغازي ونادي عرعر ونادي الرمس.

## روابط خارجية
- كارلوس جيوفاني على موقع قاعدة بيانات كرة القدم.إي يو (الإنجليزية)
- كارلوس جيوفاني على موقع Soccerway.com (الإنجليزية)